# Juan Antonio Ocampo
Juan Antonio Ocampo Silva (n. 11 de junio de 1989; Tepic, Nayarit) es un futbolista mexicano que juega en la posición de defensa central o lateral por izquierda, se encuentra sin club desde el 2015. 

## Carrera
Fue considerado para ser parte de la rotación al primer plantel del C. D. Guadalajara desde el torneo Clausura 2007, entrenando desde enero con el primer equipo del Guadalajara. Recientemente participó en los torneos Copa de la Paz y SuperLiga Norteamericana con Chivas y finalmente debutó en un torneo oficial con el primer equipo del Club Deportivo Guadalajara en el torneo Clausura 2008, el 14 de marzo de 2008 en un partido contra el C. D. Veracruz que ganaría Chivas 2-1.
Ha participado también en citas internacionales con las divisiones inferiores del Guadalajara, como el "Torneo Trofeo Nereo Rocco" realizado en Italia. En 2013 militó a préstamo en el Dorados de Sinaloa.

## Clubes
| Club                       | País   | Año             |
| -------------------------- | ------ | --------------- |
| Club Deportivo Guadalajara | México | 2008-2010       |
| Querétaro FC               | México | 2011-2012       |
| Club Deportivo Guadalajara | México | 2012            |
| Dorados de Sinaloa         | México | 2013            |
| Estudiantes Tecos          | México | 2013 - 2014     |
| Coras de Tepic             | México | 2014 - Presente |